# Avshar, Ararat
Avshar là một đô thị thuộc tỉnh Ararat, Armenia. Dân số ước tính năm 2011 là 5124 người.